# OpenEXR
OpenEXR — формат графических файлов для хранения изображений с широким динамическим диапазоном яркости (HDRI). Создан Industrial Light and Magic, описание формата является открытым стандартом, а основное ПО для работы с ним распространяется под открытой лицензией, сходной с BSD license.
Значения цветности в каждом канале записываются в 16-битном формате с плавающей запятой (т. н. Число половинной точности — half precision; S5E10). Каждое значение содержит: знаковый бит, 5 бит экспоненты, 10 бит мантиссы. Также поддерживаются редко используемые режимы с 32 битами и с 24 битами на канал.
Поддерживается сжатие как с потерями, так и без них.
Позволяет хранить произвольное количество каналов в одном файле, в том числе: альфа-канал (общий или раздельный для каналов R, G, B), канал глубины, определяемые пользователем данные.

## История
Формат был создан в 1999—2000 годах. В 2003 году была опубликована его спецификация и набор ПО для работы с ним.

## Сжатие
OpenEXR может использовать различные методы сжатия:
- Без потерь:
  - PIZ — на основе вейвлет-преобразований; типичное сжатие в 2—3 раза
  - ZIP — с использованием библиотеки zlib; типичное сжатие около 2 раз
  - RLE — сжатие на 1/4—1/3
- С потерями:
  - PXR24 — сжатие 32-битных данных в формате с плавающей запятой, путём округления до 24 бит и сжатия разницы между смежными пикселями при помощи zlib
  - B44 — блоки 4 на 4 пикселя (32 байта) сжимаются до 14 байт. Только для 16-битных каналов с типом HALF
  - B44A — более совершенный вариант B44, который сжимает одноцветные области 4×4 пикселя до 3 байт

## Применение
OpenEXR использовался при создании фильмов: Гарри Поттер и философский камень, Люди в чёрном 2, Банды Нью-Йорка, Знаки, Tears of Steel и других работах студии ILM.